# تومب رايدر 2
تومب رايدر الثاني : بطولة لارا كروفت هو الجزء الثاني من مغامرة سلسلة تومب رايدر هو تتمة الجزء الأول لسلسلة صدر عن طريق التصميم الأساسية ونشرت من قبل شركة Eidos التفاعلية، تم إصداره في الأصل لعبة لل بلاي ستيشن، ويندوز 95 في نوفمبر تشرين الثاني 1997، ماكنتوش في عام 1998 وعلى شبكة بلاي ستيشن في عام 2009. وحقق نجاح باهر وبيعت 8 ملايين نسخة في جميع أنحاء العالم.

## وصلات خارجية
- تومب رايدر 2 على موقع IMDb (الإنجليزية)